# Interstate 64
Die Interstate 64 (Abkürzung I-64) ist Teil des Interstate-Highway-Systems der USA. Ihr westliches Ende befindet sich in Wentzville (Missouri) westlich der Ausfahrt zur Missouri Supplemental Route, ihr östliches Ende ist bei Bowers Hill in Chesapeake (Virginia) beim Autobahnkreuz mit der Interstate 264 und Interstate 664.

## Wichtige Städte entlang der Route
- St. Louis
- Mount Vernon
- Louisville
- Frankfort
- Lexington
- Ashland
- Huntington
- Charleston
- Beckley
- Lewisburg
- Lexington
- Staunton
- Charlottesville (Virginia)
- Richmond
- Williamsburg
- Newport News
- Hampton
- Norfolk
- Virginia Beach (Virginia)
- Chesapeake

## Zubringer und Umgehungen
- Interstate 164 bei Evansville
- Interstate 264 bei Louisville
- Interstate 264 im Gebiet des Hampton Roads
- Interstate 464 im Gebiet des Hampton Roads
- Interstate 564 im Gebiet des Hampton Roads
- Interstate 664 im Gebiet des Hampton Roads

## Galerie

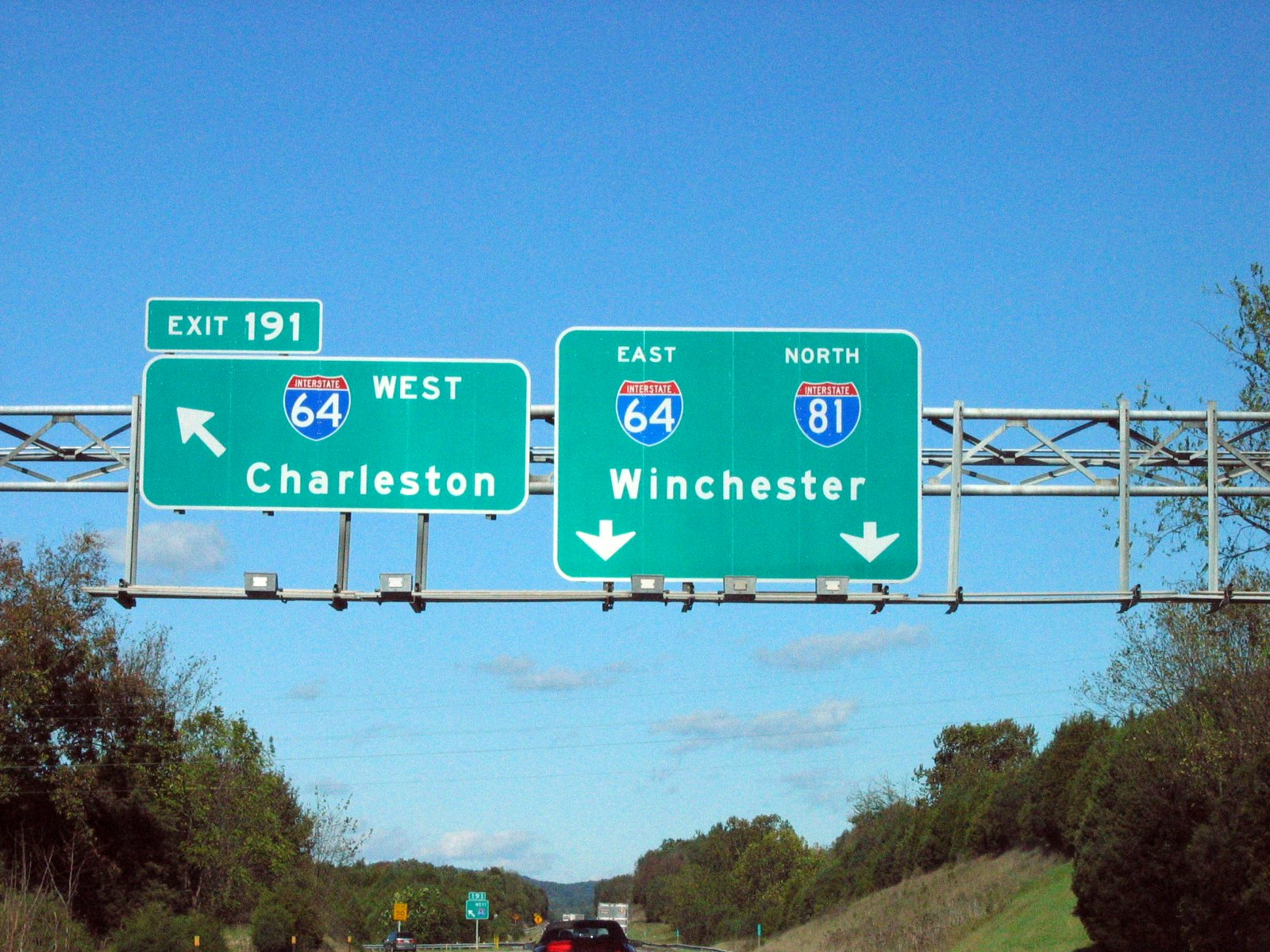
Übergang zu I-64 bei Lexington
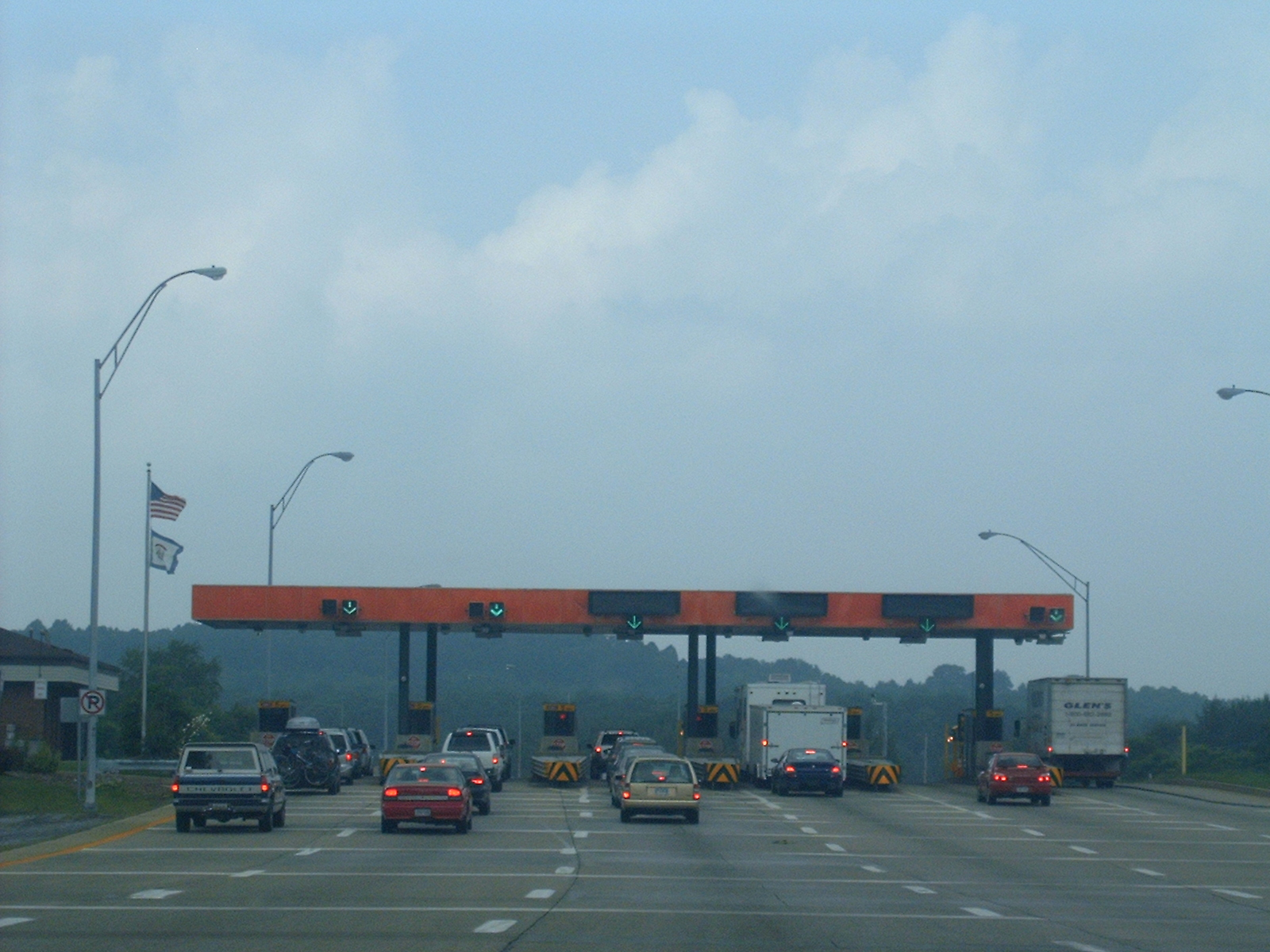
Zahlstelle auf der I-64
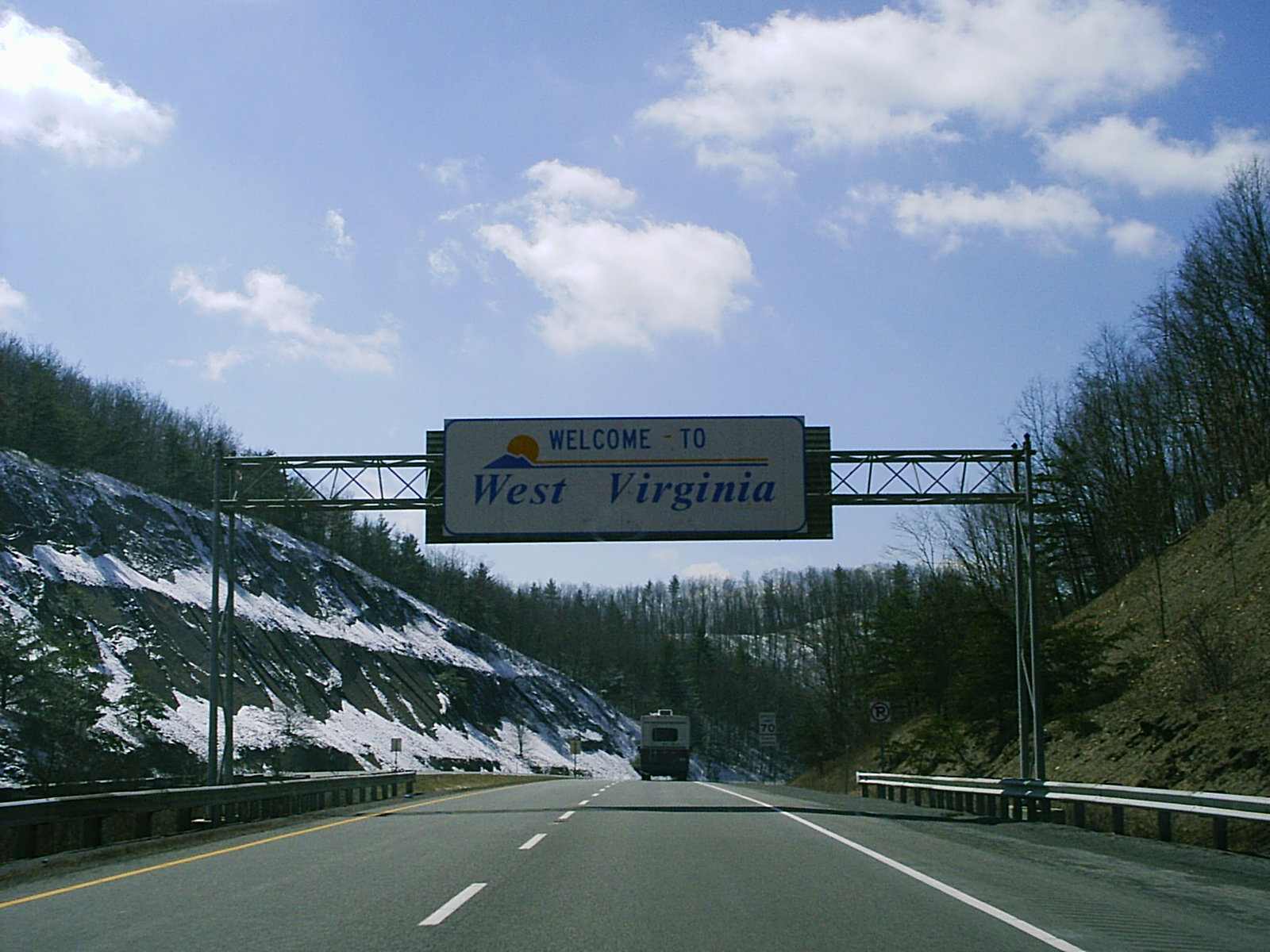
Einfahrt West Virginia auf I-64